# 聖マタイと天使のいる風景
『聖マタイと天使のいる風景』（せいマタイとてんしのいるふうけい、英: Landscape with St Matthew and the Angel）、または『聖マタイと天使のいるローマ近郊の風景』（せいマタイとてんしのいるローマきんこうのふうけい、独: Landschaft aus der römischen Campagna, mit Matthäus und dem Engel）は、17世紀フランスの画家ニコラ・プッサンが1639-1640年にキャンバス上に油彩で制作した絵画で、プッサンの最初期の風景画の1つである。教皇ウルバヌス8世の書記ジャン・マリア・ロッショーリ (Gian Maria Roscioli) のために、対をなす『パトモス島の聖ヨハネのいる風景』 (シカゴ美術館) とともに描かれた。1873年にシャッラ (Sciarra) ・コレクションから購入されて以来、ベルリン絵画館に所蔵されている。

## 作品

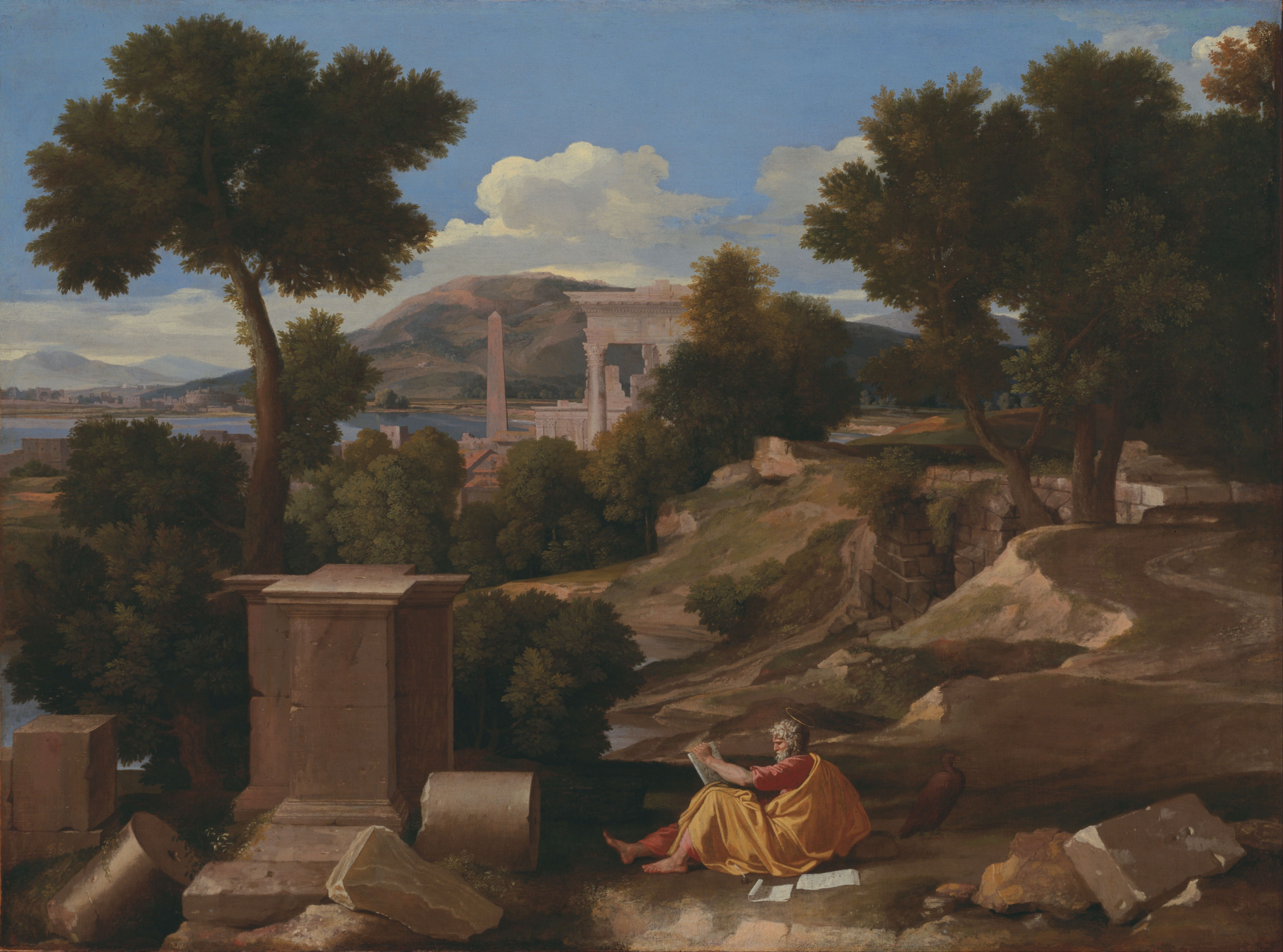
プッサン『パトモス島の聖ヨハネのいる風景』 (1640年、シカゴ美術館)

本作『聖マタイと天使のいる風景』と『パトモス島の聖ヨハネのいる風景』は本来、聖ルカ、聖マルコを含む4人の福音書記者を表す、完成しなかった連作の一部であった可能性がある。
画中の聖マタイは、川岸にある遺跡の巨大な残骸の中に座っている。背後には、丘が地平線となっている広大な風景が広がっている。聖マタイの横にいるのは彼を象徴する天使で、彼が福音書を著すのに霊感を与えた。しかし、この絵画の主役は厳粛で平和な風景である。ローマの北のテヴェレ川の渓谷に類似しているこの風景の地平線にそびえる遺跡はおそらく、アングィッラーラ (Anguilllara) 近くの「聖ステファノの壁」であろう。それを聖マタイと天使の真上に配置することで、彼らの位置を強調している。人物たちの衣服の青色、黄色がかったオレンジ色、白色は風景の中で繰り返されると同時にやわらげられている。
プッサンと同様にローマに長く暮らしたクロード・ロランの風景画は、時の移り変わりを感じさせる。しかし、プッサンの風景画はより静的な、時間を超えた理想的な世界の凝固したものに思われる。また、本作と『パトモス島の聖ヨハネのいる風景』は、ポール・ブリルやアンニーバレ・カラッチなどによるプッサン以前の風景画に比べると、明らかに新しい壮大さを備えている。とはいえ、これらのプッサンの絵画は、後年の風景画ほどの広大さをまだ持っていない。